# Amphibienbiotop Fasanerie
Das Amphibienbiotop Fasanerie ist ein ca. 0,8 Hektar großes Biotop in der Fasanerie-Nord im Münchner Bezirk Feldmoching-Hasenbergl. Es gehört zum Münchner Grüngürtel.

## Beschreibung
Es liegt zwischen Pfarrer-Himmler-Straße, Am Blütenanger und der Pappelallee.
Die Stadt München hat dort ein Biotop mit vier Tümpeln und Kiesflächen für Amphibien v. a. für die vom Aussterben bedrohte Wechselkröte angelegt. Etwa 40 bis 60 Kröten kommen jedes Jahr wieder dorthin zum Laichen.
Ein weiteres ähnliches Biotop ist das etwas südlich nördlich der Allacher Lohe liegende Amphibienbiotop südlich des Skabiosenplatzes.
siehe auch: Liste Münchner Grünflächen